# Bianca Bakke Westhoff
Bianca Bakke Westhoff (21 dicembre 2000) è una sciatrice alpina olandese naturalizzata norvegese dalla stagione 2018-2019.

## Biografia
Specialista delle prove tecniche attiva dal dicembre del 2016, ha esordito in Coppa Europa il 3 dicembre 2018 a Trysil in slalom speciale (38ª) e in Coppa del Mondo il 4 gennaio 2023 a Zagabria Sljeme nella medesima specialità, senza completare la prova; il 27 gennaio 2023 ha conquistato a Vaujany sempre in slalom speciale il primo podio in Coppa Europa (2ª). Non ha preso parte a rassegne olimpiche o iridate.

## Palmarès

### Coppa del Mondo
- Miglior piazzamento in classifica generale: 92ª nel 2024

### Coppa Europa
- Miglior piazzamento in classifica generale: 5ª nel 2024
- Vincitrice della classifica di slalom speciale nel 2024
- 5 podi:
  - 5 secondi posti

### Campionati norvegesi
- 3 medaglie:
  - 1 argento (slalom speciale nel 2024)
  - 2 bronzi (slalom gigante, slalom speciale nel 2023)